# 布拉捷尼齊亞河
布拉捷尼齊亞河（烏克蘭語：Братениця），是烏克蘭的河流，位於該國東部，屬於沃爾斯克拉河的支流，流經哈爾科夫州和蘇梅州，發源自古爾伊夫，河道全長30公里，流域面積233平方公里。